# Julian Derstroff
Julian-Maurice Derstroff (Zweibrücken, 5 januari 1992) is een Duits voetballer die bij voorkeur als aanvaller speelt. Hij verruilde in juli 2015 Borussia Dortmund II voor 1. FSV Mainz 05 II.

## Clubcarrière
Derstroff debuteerde op 11 februari 2012 in de Bundesliga in het shirt van FC Kaiserslautern, tegen Bayern München. In totaal scoorde hij één doelpunt in negentien competitiewedstrijden voor Kaiserslautern. In juli 2013 tekende hij bij Borussia Dortmund om daar te gaan spelen in het tweede team, op dat moment actief in de 3. Liga. Hij debuteerde hiervoor op 20 juli 2013, tegen het tweede elftal van VfB Stuttgart. Twee jaar later trad hij in dienst bij 1. FSV Mainz 05 II, eveneens actief in de 3. Liga.